# Henri Gaden
Pour les articles homonymes, voir Gaden.
Henri Gaden, né le 24 janvier 1867 à Bordeaux et mort le 12 décembre 1939 à Saint-Louis du Sénégal, est un militaire, linguiste, administrateur colonial, ethnologue et photographe français, le premier grand spécialiste de la langue et de la culture Peules.

## Biographie
Nicolas Jules Henri Gaden, fils d'Henri Gaden (1840-1913) et d'Hélène Rousse (1844-1917) - issu d'une famille de négociants en vin d'origine allemande et installés à Bordeaux depuis la fin du XVIIIe siècle - entre à l'école militaire de Saint-Cyr en 1888.  Affecté au régiment de Tarbes le 1er octobre 1890, Henri Gaden est mis à la disposition du Ministère des Colonies à partir du 25 août 1894. Il part, à sa demande, au Soudan colonial (Mali actuel) en tant qu'adjoint au résident de Bandiagara, chez les Dogons et participe alors à la capture, le 27 septembre 1898, de Samory Touré, fondateur de l'éphémère empire Wassoulou et principal résistant à la colonisation française en Afrique de l'Ouest. 
Bon connaisseur de la langue Peule, il revient - après un séjour en France d'août 1899 à octobre 1900 - à Zinder au Niger, puis en mars 1904, il est envoyé en mission au Congo et au Tchad. Il retourne en France en juin 1907 pour être affecté, en juin 1908, à Boutilimit en Mauritanie avant de combattre dès le 2 avril 1914 (pendant la Première Guerre mondiale) au Maroc sous les ordres de Lyautey. Blessé, il est démobilisé le 24 décembre 1915 et retourne à Saint-Louis du Sénégal en novembre 1916 en qualité de commissaire du gouvernement général pour le territoire civil de la Mauritanie. Par décret, celle-ci devient une colonie indépendante le 4 décembre 1920 et Henri Gaden, gouverneur de troisième classe depuis le 7 août 1919, en devient lieutenant-gouverneur jusqu'à sa retraite en 1926.  
Le 31 décembre 1926, contre l'avis de son ami Henri Gouraud (1867-1946), Henri Gaden choisit de ne pas rentrer en France et s'installe définitivement à Saint-Louis, au Sénégal. Là, il se consacre à des travaux d'ethnographie et de philologie concernant les langues arabes et peules. Partisan d'une administration coloniale d'association et non d'assimilation, il travaille avec des collaborateurs locaux et ne souhaite pas détruire les structures sociales locales, mais désire plutôt les comprendre. Il effectue pendant les quarante années de sa vie en Afrique de nombreuses photographies reconnues d'une grande qualité ethnographique et artistique : « Qu’il s’agisse de scènes militaires ou civiles, Henri Gaden, avec un souci esthétique constant, grâce à la modernité de ses sujets et à l’originalité des angles de prises de vue, apparaît comme un photographe novateur pour son époque ». Ses 355 clichés photographiques sont conservés aux archives de la Ville de Bordeaux. Avant d'avoir pu mener à terme son projet de dictionnaire peul-français, il meurt à l'hôpital colonial de Saint-Louis du Sénégal. Ses funérailles sont célébrées le 14 décembre 1939 en la cathédrale de Saint-Louis du Sénégal puis il est inhumé au cimetière de l'île de Sor où une stèle est érigée à sa mémoire.

## Œuvres
Ses œuvres principales sont : 
- Proverbes et maximes peuls et toucouleurs, traduits, expliqués et annotés, Travaux et Mémoires de l'Institut d'Ethnologie, Paris., 1931, 368p.
- Muhammadu Aliou Thiam (d. 1911). La vie d'El Hadj Omar, qacida en Poular, transcription, traduction, notes et glossaire, 1931

Ces deux publications ont une importance dans la connaissance des langues et cultures peules et arabes. Elles ont contribué à fixer l'histoire et la mémoire des peuples Peuls et toucouleurs, ainsi que la geste du Jihad d'El Hadj Omar, et à encourager les études ethnographiques africaines. 

## Galerie

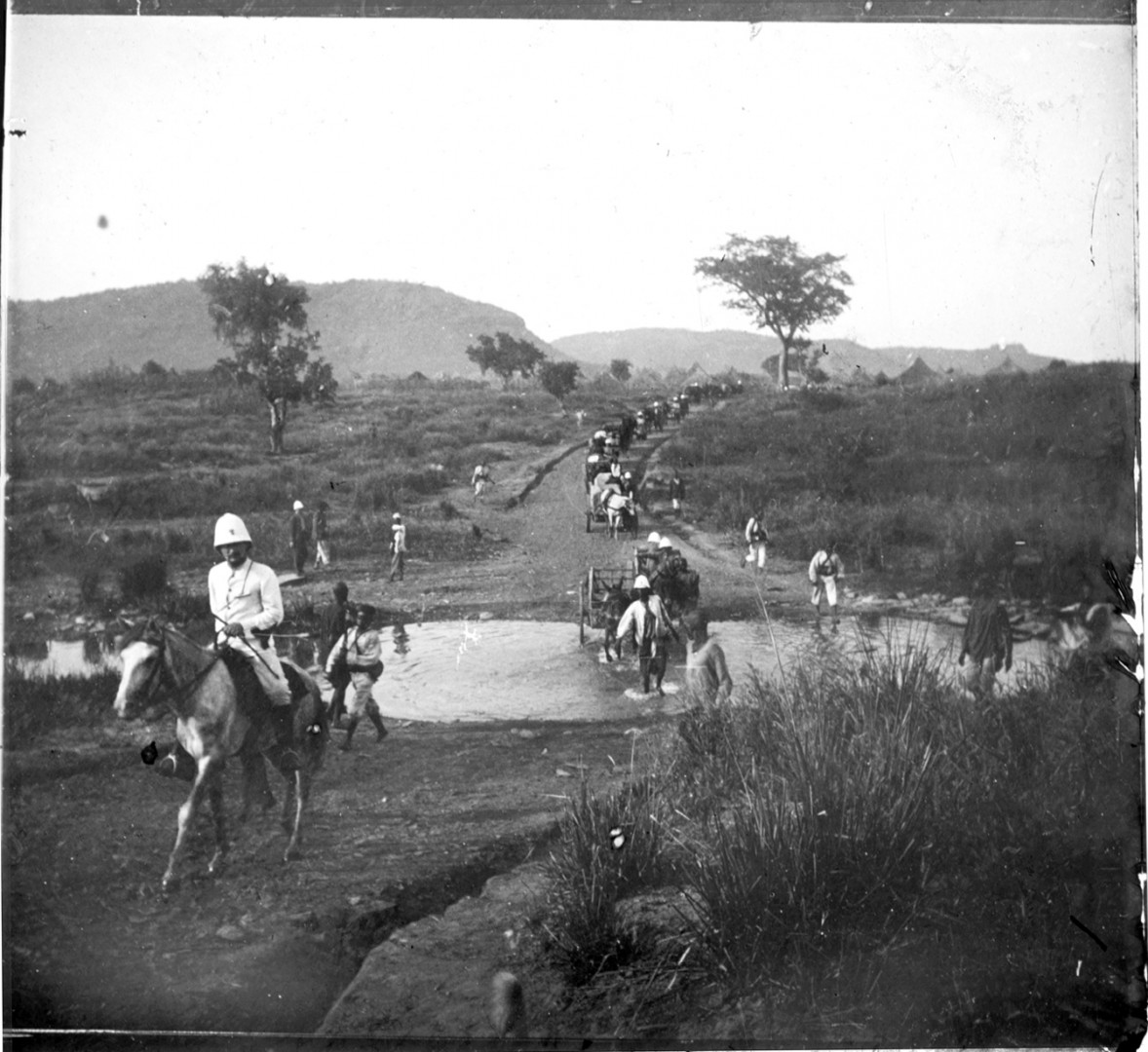
Troupes en mouvement, Badrimbé, octobre 1897
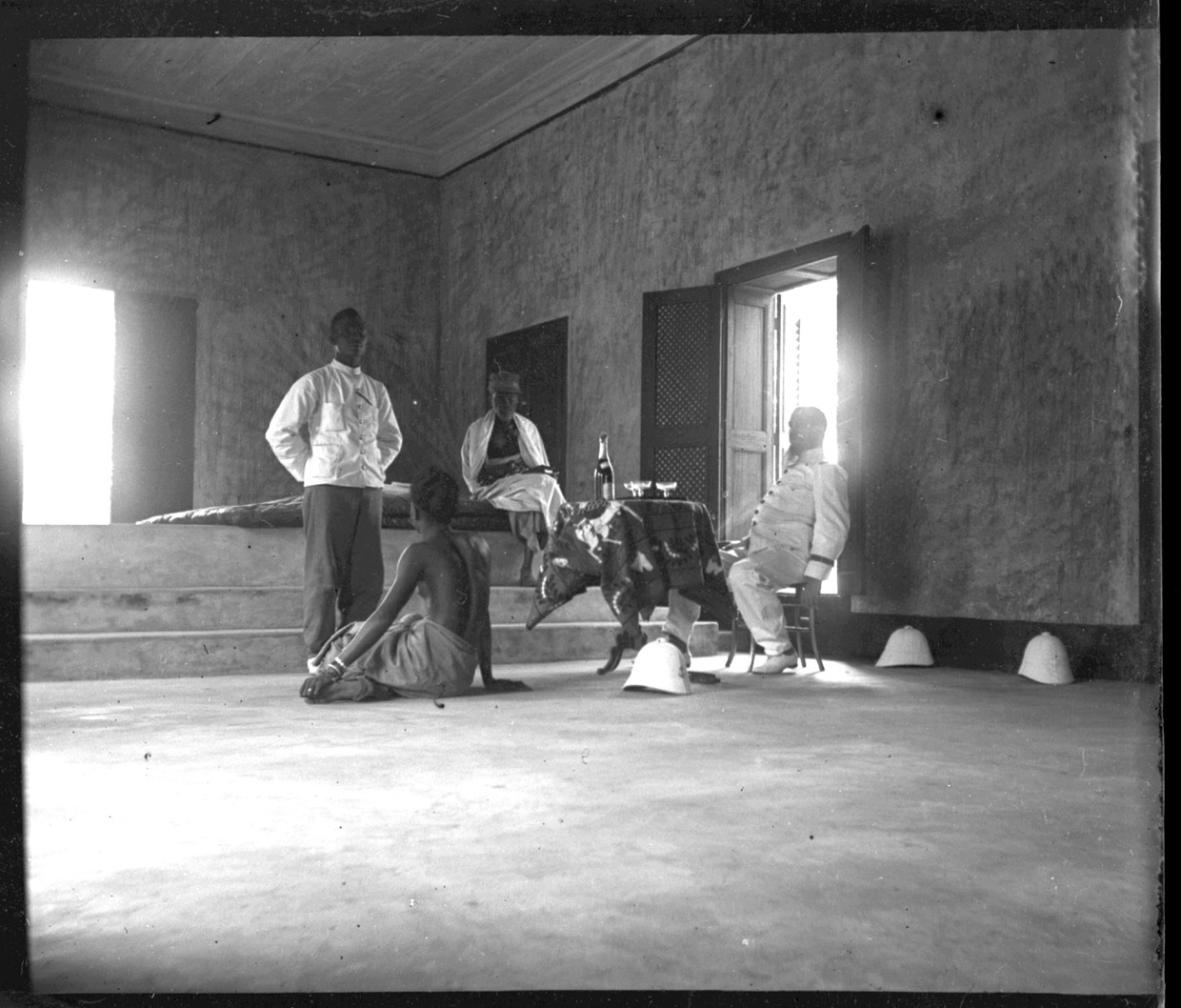
Scène d'intérieur
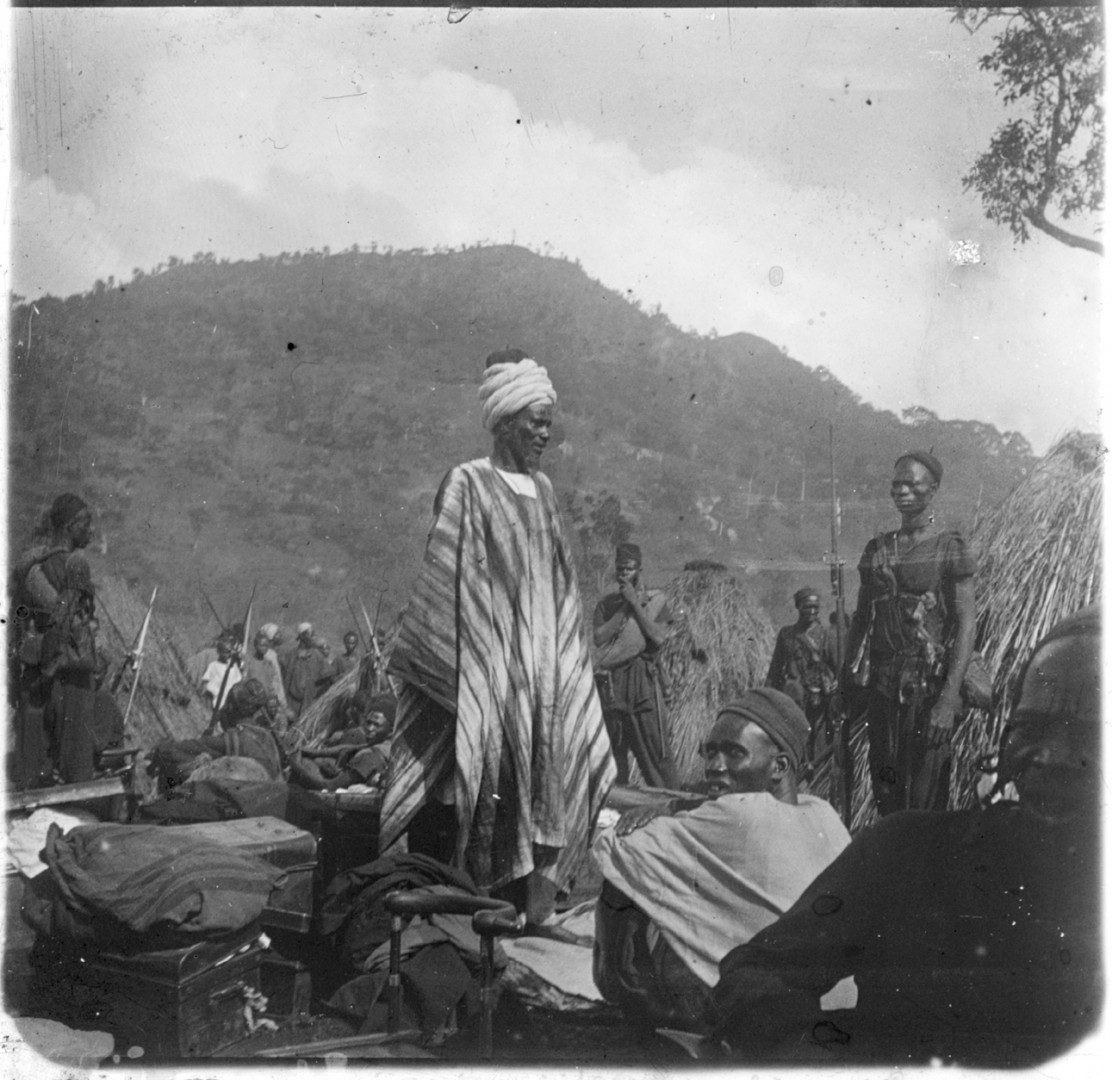
Samory Touré après sa capture, 29 septembre 1898
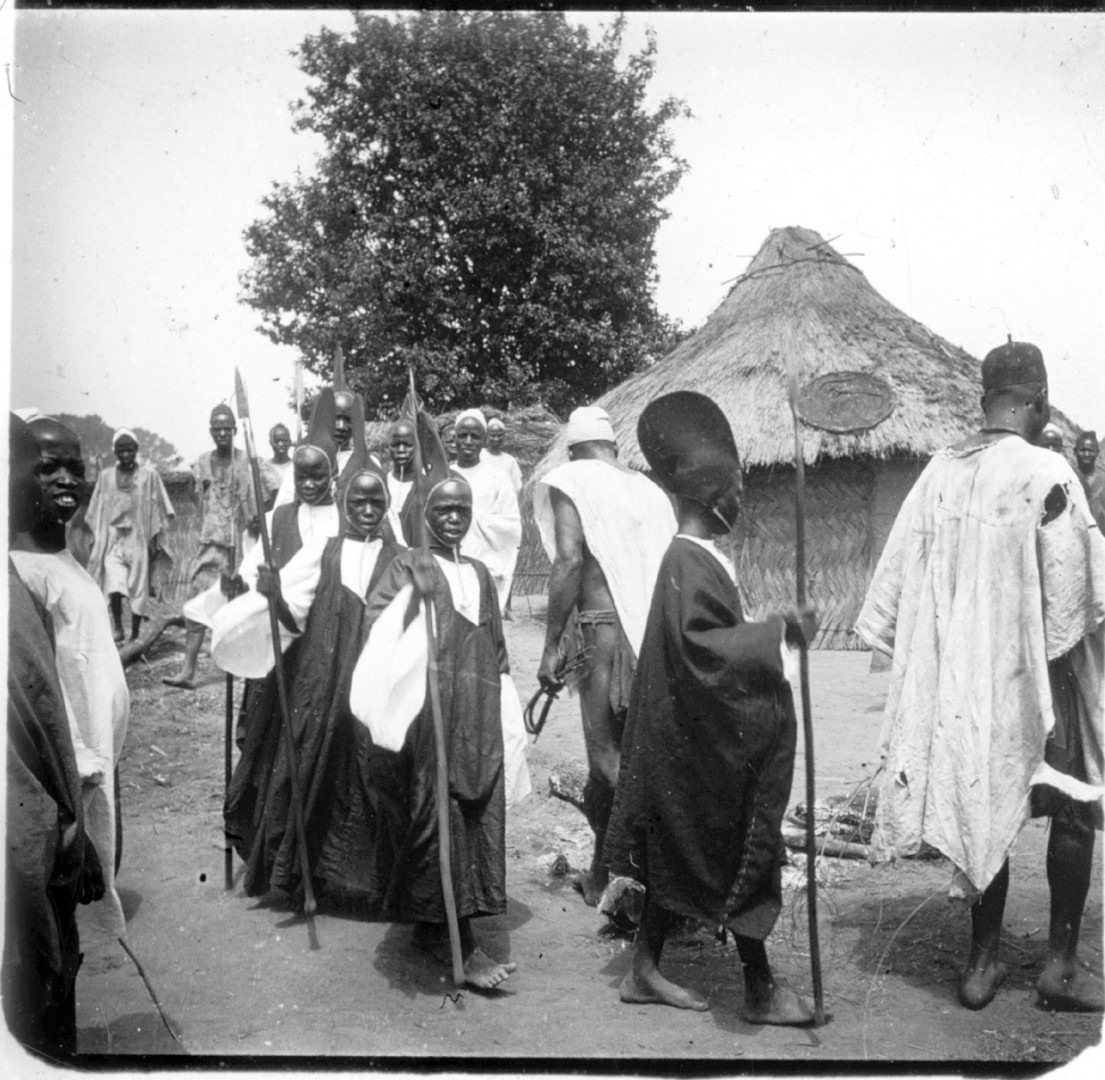
Défilé de jeunes circoncis après la cérémonie d’initiation, Diangana, (Guinée), 29 mars 1899
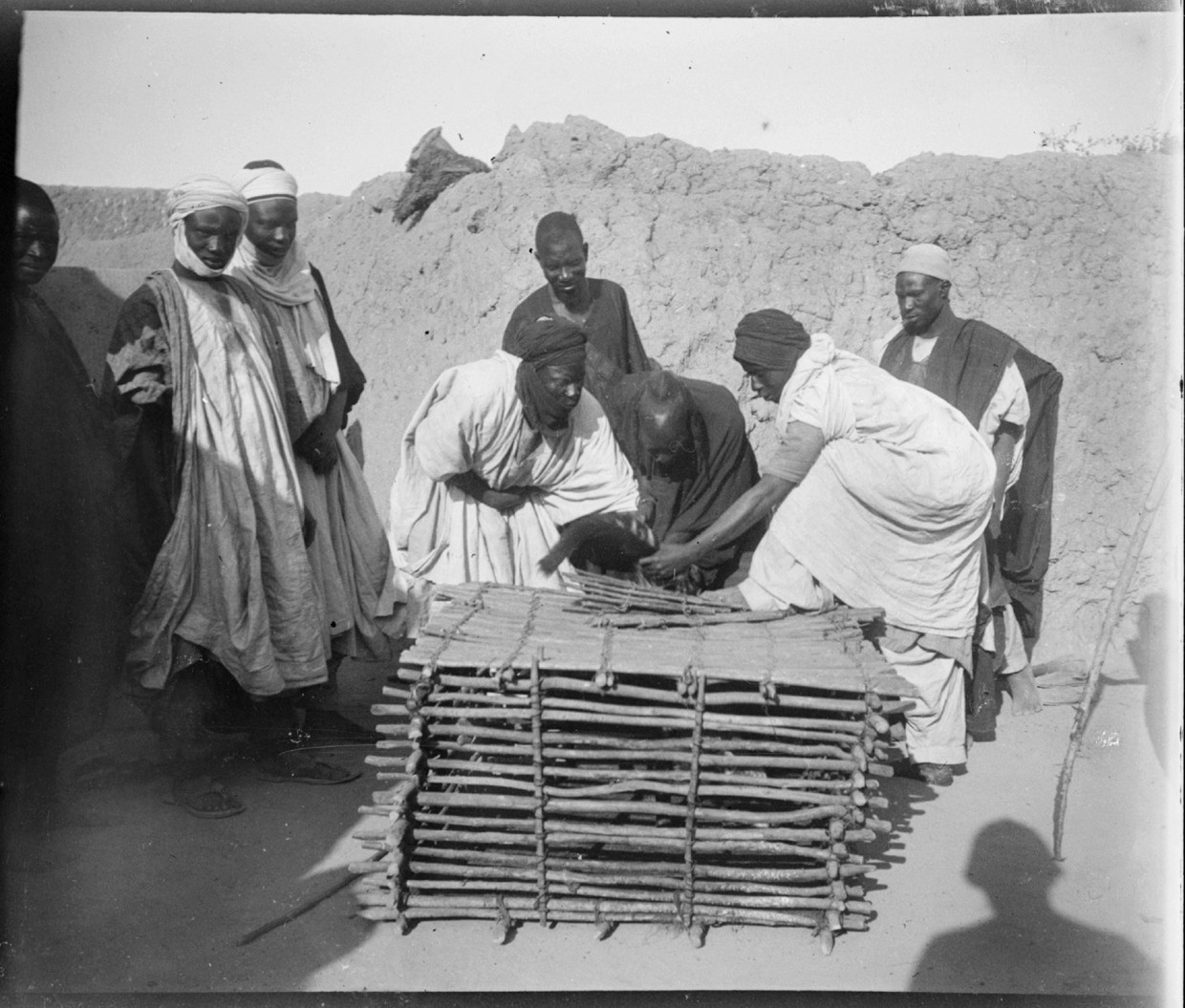
Habitants du Nord du Soudan avec un félin en cage

## Sources
- Notice BNF d'Henri Gaden
- http://archives.bordeaux-metropole.fr/galerie/galerie/images/2/n:46, fonds photographique Henri Gaden
- Roy Dilley, Henri Gaden à travers l’Afrique de l’Ouest (1894-1939), fils de Bordeaux, aventurier africain; traduit par Jean-Louis Balans; éd. L'Harmattan, Paris, 2015
- « « Henri GADEN (Bordeaux, 1867 - Saint-Louis, 1939), ethnographe, spécialiste des études Peules», par Amadou Bal BA » (consulté le 15 janvier 2024)